# Proscyllium magnificum
Proscyllium magnificum är en hajart som beskrevs av Last och Vongpanich 2004. Proscyllium magnificum ingår i släktet Proscyllium och familjen Proscylliidae. Inga underarter finns listade i Catalogue of Life.